# Barreres tècniques al comerç
Les barreres tècniques al comerç són especificacions i característiques, de qualitat i seguretat, que dicten els estats de manera unilateral. Els productes que vulguin ser importats dins el territori duaner de cada estat hauran de complir certs requisits per tal de poder ser introduïts. Les raons per les quals els estats poden aplicar aquestes mesures són:
- Protecció d'éssers vius: persones, flora i fauna.
- Manteniment de l'ordre públic.
- Protecció del medi ambient.
- Protecció de la propietat industrial.
- Protecció de patrimoni històric, artístic o arqueològic.

Les barreres tècniques són considerades barreres no aranzelàries del comerç internacional. Una manera d'exercir proteccionisme als productes que no compleixen la normativa nacional i així afavorir els productors locals.